# Mutants & Masterminds
Mutants & Masterminds (abreviado como "M&M" o "MnM", y que en español vendría a significar "Mutantes y Mentes Maestras"), es un juego de rol de superhéroes con un gran éxito de ventas que ha recibido múltiples premios ENnie y Pen & Paper Fan. Ha sido escrito por Steve Kenson y publicado por Green Ronin Publishing. Su sistema se basa en una variante del Sistema d20 de la editorial Wizards of the Coast. El juego está diseñado para permitir que los jugadores creen virtualmente cualquier tipo de héroe o villano que deseen.

## Historia
A finales de los años 90, Steve Kenson fue contratado para el desarrollo de un nuevo juego de rol. Entonces tuvo la idea de crear un trasfondo de superhéroes dicho proyecto. Después de una serie de calamidades, el proyecto fracasó y Steve se quedó con un manuscrito parcialmente completado. Se dispuso a visitar a una serie de editoriales pero ninguna de ellas mostró interés alguno (los juegos de superhéroes habían perdido la popularidad de la que hasta entonces habían disfrutado), hasta que habló del mismo con Chris Pramas (Presidente de Green Ronin Publishing).
Chris le ofreció publicar el juego si Steve se comprometía a crear otro más con trasfondo de superhéroes basado en el Sistema d20. Steve estuvo de acuerdo en los términos y comenzó a trabajar. Con el tiempo, le resultó evidente que el juego necesitaría ser desarrollado acogiéndose a la Licencia Open Game (OGL). Desarrollar el juego bajo los términos de la Licencia d20 Estándar Registrado, como originalmente era la intención, habría imposibilitado la inclusión de generación de habilidades y reglas para el avance y desarrollo de los personajes. El poder presentar un juego completo se impuso a la posibilidad de incluir un logotipo d20 en el producto, por lo que finalmente, se decidió utilizar la OGL.
Mutants & Masterminds fue publicado en 2002 y su trasfondo principal, que se iba a llamar originalmente Century City, se convirtió en Freedom City y fue publicado como expansión en 2003. El diseño gráfico y artístico de las primeras ediciones de los libros de M&M corrió a cargo del estudio de diseño Super Unicorn, pero en las ediciones subsiguientes otras firmas se incorporaron a dicho aspecto del proyecto.
En las GenCon de 2005 se presentó una segunda edición del sistema de juego de Mutants & Masterminds, que finalmente fue publicada en octubre de ese mismo año.

## Sistema
El sistema de juego de Mutants & Masterminds está basada en Sistema OGL d20, diseñado por Wizards of the Coast, aunque se trata de una versión ampliamente modificada del sistema básico. Las mayores diferencias se engloban en el aspecto de creación de personajes, heridas y daño, puntos de golpe, así como la inclusión de los Puntos de Héroe y, obviamente, superpoderes. Existen otra serie de diferencias, como la eliminación de las clases de personaje y los ataques de oportunidad, una lista de Habilidades modificada, una selección de Dotes muy diferente de la original, y el hecho de que cualquier equipo que posea el personaje se considera parte del personaje y se debe adquirir de manera similar a como se adquieren los poderes.
La siguiente información detalla lo que hace destacable a M&M por encima de otros juegos de rol basados en el sistema d20, y se publicitan bajo lo que Green Ronin considera "contenido abierto de juego" (open game content).

### Nivel de poder
Los personajes de M&M no están categorizados por clases de personaje y, técnicamente, no poseen niveles. En su lugar poseen un Nivel de Poder (o "NP"). Lo más habitual es que un personaje comience sus aventuras con un Nivel de Poder de 10, en lugar del clásico Nivel 1. Esto permite al personaje comenzar como un superhéroe ya establecido con habilidades increíbles. El nivel de poder representa el rango máximo de habilidades de combate que un personaje puede adquirir. Cada nivel de poder proporciona al personaje una asignación de puntos que puede utilizar para canjear por puntuación de atributos, ataque base, bonificación defensiva, tiradas de salvación, dotes, rangos de habilidades y superpoderes. Sin embargo, el reglamento anima al Director de Juego a modificar el número de puntos otorgados cada nivel hacia arriba o hacia abajo, para reflejar adecuadamente el estilo de juego que desea dirigir. Es destacable que todos los aspectos del personaje, habilidades, dotes, atributos, poderes y equipamiento se adquieren con dicha reserva de puntos.
El Nivel de Poder de M&M no refleja exactamente las habilidades típicas de otro personaje de igual nivel en otro juego del Sistema d20. Es decir, un personaje M&M de NP10 puede ser mucho más poderoso que un personaje de 10º nivel de Dungeons & Dragons o d20 Modern, por poner un ejemplo; el nivel de poder solo restringe el máximo bonificador que puede poseer el personaje por rangos de habilidad, aspectos ofensivos y defensivos, la mayoría de las dotes y los poderes. El rango máximo de habilidad se sitúa en NP+5, dos puntos por encima que el establecido en el Sistema d20.
Con la aprobación del Director de Juego, los jugadores pueden elegir reducir un límite por nivel de poder, a cambio de aumentar otro. Los intercambios posibles son Ataque por Dificultad de Salvación, y Defensa por Dureza. (Por ejemplo, un personaje NP10 puede tener un bonificador máximo de ataque de +10 según el reglamento, pero si decide elevarlo a +12, pero solo podría tener un bonificador máximo de salvación +8). Más allá de limitar los bonificadores, el Nivel de Poder no restringe el poder de un personaje; un personaje NP10 puede tener una fuerza de 30, cuando lo normal en personajes Sistema d20 es que se pueden considerar muy afortunados si tienen una única característica con una puntuación de 20 cuando alcanzan el nivel 10.
M&M tiene reglas opcionales que eliminan el Nivel de Poder por completo, dejando a los personajes sin limitaciones a la hora de adquirir rangos de habilidad o bonificadores ofensivos. En ese caso, la única limitación esencial es el número de Puntos de Poder que el director de Juego les proporcione para la creación y desarrollo del personaje. Pero este sistema puede dar lugar a personajes desequilibrados. Algunos jugadores del Sistema d20 que opinan que las clases y niveles son demasiado restrictivas, has visto en la estructura de M&M una vía para crear sus propios juegos basados en Sistema d20 pero desprovistos de clase y nivel.

### Tiradas de Salvación
El daño en M&M cambien se maneja de manera diferente. M&M no utiliza Puntos de daño. En su lugar, el personaje tiene una cuarta tirada de salvación denominada Salvación de Dureza ("Salvación de Daño" en la edición previa), que está basada en la puntuación de la Constitución (al igual que la Salvación de Fortaleza). Las armas y poderes que causan daño no tiran dados para determinar dicho daño. En su lugar, los ataques que causan daño están clasificados sobre la base de su potencia global. Por ejemplo, un tipo humano normal en buena forma puede lanzar puñetazos que infligen daño +1N (no letal), mientras que un malévolo simio irradiado, con fuerza mejorada y garras afiladas como cuchillas, es capaz de propinar golpes que hacen un daño +12L (daño letal). Cuando un personaje es impactado por un ataque, realizan un chequeo de Salvación de Dureza contra una puntuación igual al rango del ataque más 15. Si la tirada tiene éxito, entonces el personaje se sobrepone al ataque con un efecto mínimo, mientras que un fallo desemboca en una herida, que será tanto más grave cuanto mayor sea el fallo y en función del tipo de daño. El daño acumulado aplica un penalizador a las tiradas de salvación subsiguientes, incrementando la posibilidad de que los ataques posteriores tengan éxito y terminen por tumbar al personaje.
El sistema de daño se supone diseñado para representar la dinámica de los cómics de superhéroes, en los cuales muchos personajes son capaces de ignorar totalmente la mayoría del daño, pero aun así, son susceptibles de ser afectados por un puñetazo afortunado o un rayo super-hiper-cósmico. Para aquellos que se sientan más cómodos con el sistema tradicional de puntos de daño, el suplemento Mastermind's Manual incluye una sección con el sistema de conversión de un sistema a otro.

### Avances
En M&M, los personajes son premiados con Puntos de Poder (similares a los puntos de experiencia) que pueden ser utilizados en muchos aspectos beneficiosos para el personaje. Como se describe más arriba, los Puntos de Poder (abreviados pp.) se utilizan para la adquisición y desarrollo de poderes, dotes, habilidades, bonificadores ofensivo y defensivo, puntuación de características y equipamiento. La naturaleza específica de los poderes cambio drásticamente con la segunda edición de M&M. En la primera edición, cuando un personaje acumulaba 15 pp, entonces avanzaba un Nivel de Poder, elevando así su restricción en los rangos de habilidades y poder, así como en la acumulación de bonificadores de poder. Existen opciones para permanecer en un determinado Nivel de Poder mientras se siguen incrementando los pp (y de esa manera, muchos de los Malvados y Villanos que aparecen en el trasfondo del Director de Juego tienen más puntos de lo que sugiere su Nivel de Poder), pero esta opción fue incorporada en la segunda edición del reglamento.
Con la aparición de la segunda edición, los Puntos de Poder y el Nivel de Poder se independizan, quedando este último determinado por el director de Juego en función de la campaña. El concepto del Nivel de Poder en la segunda edición determina solamente el máximo bono que puede un personaje puede recibir de cualquier poder, y no implica que el personaje tenga o no un determinado número de puntos que le permitan adquirir suficientes niveles de un poder para alcanzar dicho límite. A pesar de que Puntos de Poder y Nivel de Poder son descritos como totalmente independientes, el manual de M&M recomienda que el Nivel de Poder se incremente en uno por cada 15 puntos de poder que el personaje adquiera.

### Puntos de Héroe
Al igual que muchos otros juegos de rol de ambientación superheroica o de cómics, M&M utiliza "Puntos de Héroe". Estos Puntos de Héroe permiten que un jugador desafortunado sea capaz de llevar a cabo ciertas maniobras en una batalla, reduciendo la influencia del azar en la dinámica del juego. Un Punto de Héroe puede hacer muchas cosas, como por ejemplo, permitir volver a tirar una tirada fallada de dados de cualquier tipo en un momento crucial, incluidas las tiradas de Salvación de Dureza para evitar daño. En esta repetición de las tiradas, si el resultado es inferior a 11 se le suma 10, resultando en un rango de resultados entre 11 y 20, lo que minimiza bastante la posibilidad de un fallo.
Un jugador también puede utilizar un Punto de Héroe para ignorar los efectos de la fatiga. Este aspecto es particularmente útil dado que si un jugador aumenta voluntariamente su nivel de fatiga se le permite acceder a otros beneficios, como conseguir bonificadores, mejorar las posibilidades de superar un chequeo de voluntad, incrementar temporalmente un poder o la capacidad de carga y otros. Normalmente esto fatiga al personaje, lo que significa que solo se puede utilizar una o dos veces antes de que el personaje quede totalmente exhausto, pero con los Puntos de Héroe se puede ignorar la fatiga y pueden utilizarse tantas veces como Puntos de Héroe disponga el personaje.
Los puntos de héroe también permiten ganar temporalmente cualquier dote, siempre que se cumplan los requisitos, contrarrestar de forma automática un poder utilizado contra él, recuperarse más rápidamente del daño, doblar su bonificación de esquiva, etc.
Los Puntos de Héroe son concedidos a un jugador por el director de Juego cuando algo realmente malo le ocurre a su personaje, como por ejemplo, que el villano escape sin darle la menor oportunidad de detenerlo. Este aspecto recibe especial énfasis en las reglas cuando el evento penoso que le ocurre al personaje está relacionado con alguna de sus desventajas. De hecho, muchas desventajas no proporcionan otro beneficio que funcionar como fuente de Puntos de Héroe.

## Trasfondo
Ninguna de las ediciones del Libro Básico de Reglas de M&M disponen de un trasfondo básico, pero ambos incluyen una aventura que tiene lugar en Freedom City. La primera edición del libro tenía personajes pregenerados que los jugadores podían utilizar en la aventura, pero dichos personajes pregenerados están asociados con otro trasfondo de M&M, META-4. A pesar de ello, Freedom City y META-4 están oficialmente separados y sus mundos y personajes no tienen espacios comunes.
La lista que sigue detalla los suplementos publicados para el juego:
Autumn ArborEn este trasfondo, de Arbor Productions (editorial adquirida por Daring Entertainment en 2009 y que relanzó la edición bajo el título "Dawn of Legends" con una gran cantidad de nuevas reglas y opciones de personaje), detalla un mundo en el que los superseres (denominados "Neos") han existido públicamente desde la Segunda Guerra Mundial. Autumn Arbor tiene lugar en un mundo en el que las leyes y el sistema legal han evolucionado para manejar los problemas que habitualmente son obviados en las historias de cómic, y donde los personajes son detallados como personas reales bajo sus trajes y poderes, a menudo enfrentándose a problemas de la vida real, como la paternidad o las adicciones. Esta publicación también va acompañada de una línea narrativa; la primera novela, Little Girl Lost, fue escrita por Lee F. Szczepanik, Jr., coautor de Autumn Arbor. El suplemento de campaña de Autumn Arbor quedó semifinalista en los Origin Awards del año 2008.
Freedom CitySe trata de un trasfondo basado en una ciudad y dotada de la ambientación clásica de los cómics originales de Action Comic y Detective Cómics que se publicaron en Estados Unidos entre finales de la década de los años treinta y principios de los sesenta del siglo veinte. Su autor, Steve Kenson, nos presenta una ambientación repleta de elementos que giran en torno a los grandes iconos y conceptos de los cómics clásicos.
GestaltPublicado por BlackWyrm Games, esta sólida ambientación ajena a la editorial de M&M presenta una campaña de ámbito mundial, en el cual los superhumanos ("gestalts") aparecen por primera vez en 1989 con poderes que concuerdan con los arquetipos clásicos. Un mundo de superhéroes tradicionales aderezado con elementos surrealistas.
META-4Esta ambientación, creada por Erik Mona, Kyle Hunter y Sean Glenn, se detalla en el libro de reglas Crooks!. Ha sido comparado con los ácidos cómics de los años 90.
NocturnalsBasado en la saga de cómic homónima de Dan Brereton, el trasfondo fue escrito por Brereton con la colaboración de Chris Pramas. Su ambientación oscila entre el terror y el estilo pulp.
NoirEscrito por Christopher McGlothlin, se basa en la ambientación del cine negro. La ambientación discurre en un mundo oscuro, donde los héroes flaquean por un sinnúmero de defectos y debilidades, y en el que el amigo en quien más confías puede ser tu peor enemigo.
Golden AgeUn trasfondo que permite jugar una serie de aventuras ambientadas en la Edad de Oro de los Cómics, publicados entre 1938 y 1955. También da detalles de la historia y actividades en Freedom City durante esa era.
Hero HighUn suplemento de reglas para el manejo de héroes adolescentes.
Iron AgeMuy similar a Golden Age, con la excepción de que la era que trata es la considerada Era Moderna de los Cómics, que se supone que abarca desde mediados de los 80 hasta principios de los 90 del siglo XX.
LockdownUna ambientación carcelaria.
ParagonsUn trasfondo de un "mundo real", genérico y modular, que busca su inspiración en las tendencias recientes de las películas de superhéroes basadas en los cómics, la línea Ultimate Marvel, y la serie televisiva Heroes.
Wild CardsUna adaptación de la serie de novelas del mismo nombre, editadas por George R. R. Martin. El trasfondo en si es una visión mucho más extraña de los superhéroes, decantándose por hacer protagonistas a un grupo de personajes de serie Z con solo un poder o mutación.
Media EventPrimera obra de ambientación de Mutants & Masterminds publicada por un autor español. En esta campaña, los personajes deberán lidiar con una agencia denominada "Media Event" que controla los medios y puede hacerles la vida imposible, sin necesidad de tener superpoderes.

### Programa Superlink
Green Ronin permite la utilización de M&M a través del programa M&M Superlink. Bajo este programa, otros editores y editoriales pueden solicitar permiso a Green Ronin para publicar su propio material (como módulos de aventuras, libros de personajes, y nuevos libros de poderes) incorporando el texto "product identity" (product identity) de los trabajos publicados por Green Ronin. (El texto que no está cubierto por "product identity" esta ya cubierto por la Licencia Open Game; su utilización no precisa de ninguna autorización por parte de Green Ronin).
Cerca de una docena de editoriales han producido más de cincuenta producots utilizando el programa Superlink. Unos cuantos han lanzado sus productos en tapa dura o tapa blanda a través de los puntos de venta habituales, pero la mayoría de ellos se han decantado por lanzarlos como libros en formato Portable Document Format siendo distribuidos a través de páginas web y otros sistemas de distribución electrónica.

## Traducción y publicación en castellano
La publicación en España de esta obra corrió a cargo de la editorial Nosolorol Ediciones, que presentó el libro básico de reglas en el año 2006, en una edición que corresponde a la traducción de la Segunda Edición que publicase Green Ronin.
Posteriormente, la editorial también publicó la Pantalla del narrador y el primer suplemento de trasfondo Freedom City, así como una aventura, obra del autor español Ismael Díaz Sacaluga, titulada Media Event.